# Catagramma flava
Catagramma flava är en fjärilsart som beskrevs av Charles Oberthür. Catagramma flava ingår i släktet Catagramma och familjen praktfjärilar. Inga underarter finns listade i Catalogue of Life.